# Matudanthus nanus
Matudanthus nanus är en himmelsblomsväxtart som först beskrevs av Martin Martens och Henri Guillaume Galeotti, och fick sitt nu gällande namn av David Richard Hunt. Matudanthus nanus ingår i släktet Matudanthus och familjen himmelsblomsväxter. Inga underarter finns listade.